# Feröer kormányzói
Feröer kormányzói (feröeriül: amtmaður, dánul: amtmand) Feröer vezetői voltak 1720 és 1948 között, akiket a dán uralkodó nevezett ki.
A hivatal történetében három időszak különíthető el:
1. 1720-1775: Izland kormányzói Reykjavík székhellyel, akik egyúttal Feröerért is felelősek voltak;
2. 1776-1816: Sjælland kormányzói Koppenhága székhellyel, akik egyúttal Feröerért is felelősek voltak;
3. 1816-1948: Feröer kormányzói Tórshavn székhellyel.

A kormányzói hivatal jogutódja az autonómiatörvény 1948. április 1-jei hatályba lépése óta a feröeri főbiztos (Ríkisumboðsmaður).

## Kormányzók Reykjavíkban
| Hivatalba lépés | Amtmaður (1720-1775)      | Élt       | Származás |
| --------------- | ------------------------- | --------- | --------- |
| 1720            | Peter Raben               | 1661-1727 | ?         |
| 1728            | Kristian Guldencrone      | 1676-1746 | ?         |
| 1730            | Henrik Ochsen             | 1660-1750 | ?         |
| 1750            | Otto Manderup             | 1719-1768 | ?         |
| 1768            | Kristian Leberech Rantzau | 1718-1780 | ?         |
| 1770            | Lauritz Andreas Thodal    | 1718-1808 | ?         |

## Kormányzók Koppenhágában
| Hivatalba lépés | Amtmaður (1776-1816)            | Élt       | Származás |
| --------------- | ------------------------------- | --------- | --------- |
| 1776            | Henrik Adam Brockenhuus         | 1720-1803 | Norvégia  |
| 1787            | Gregers Kristian von Haxthausen | 1732-1802 | Dánia     |
| 1790            | Johan Heinrich Knuth            | 1746-1802 | Dánia     |
| 1802            | Frederik von Hauch              | 1754-1839 | Dánia     |
| 1810            | Verner Jasper Andreas Moltke    | 1755-1835 | Dánia     |

## Kormányzók Tórshavnban

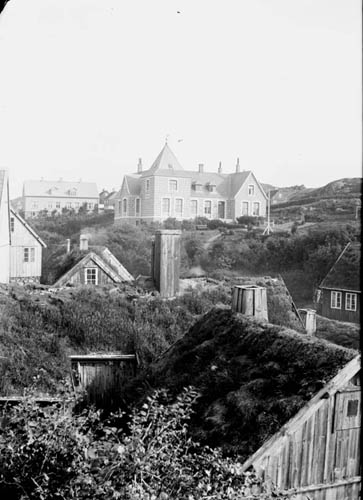
A kormányzó rezidenciája, az Amtmansborgin Tórshavnban

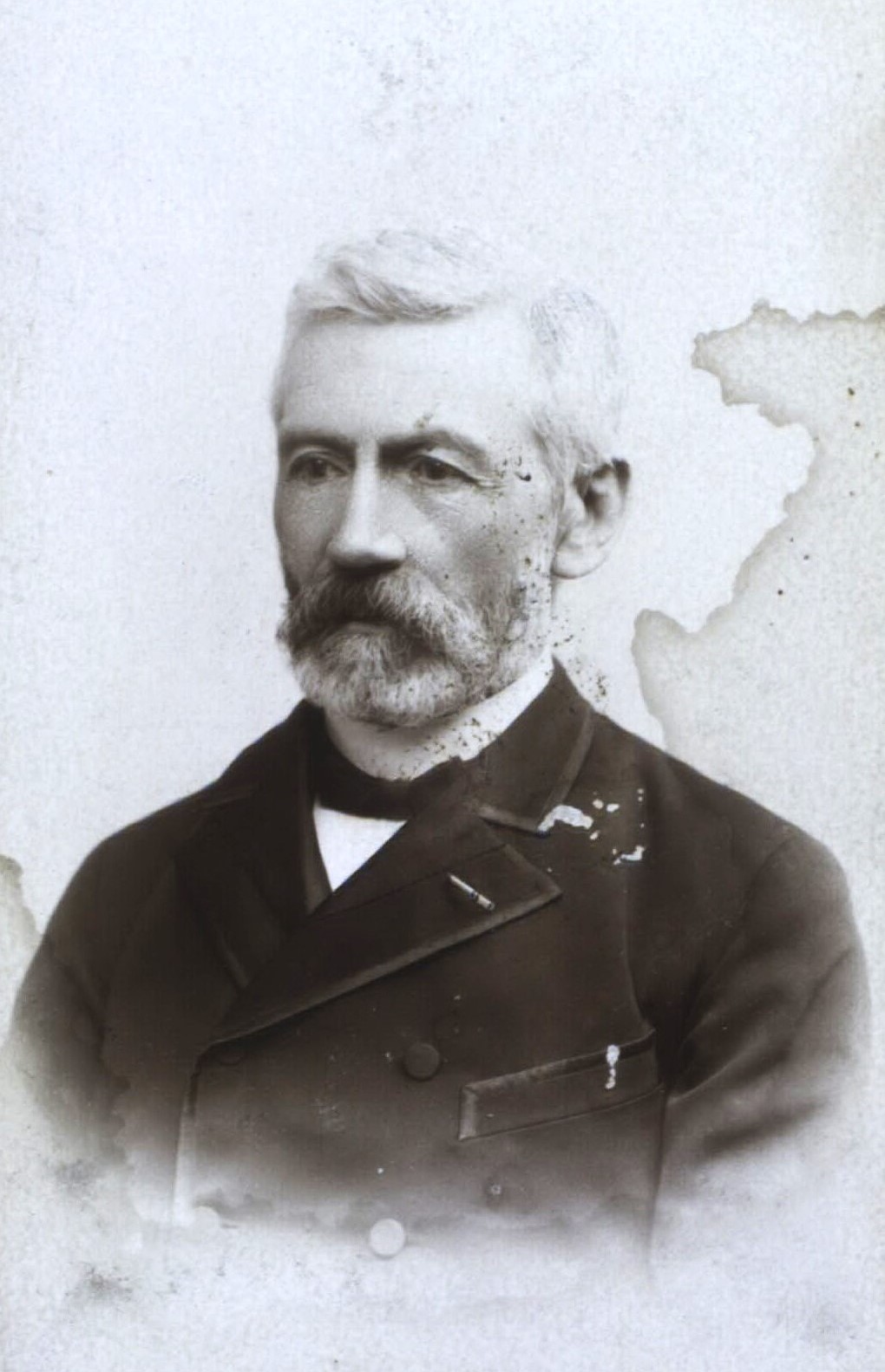
Hannes Kristján Steingrímur Finsen

| Hivatalba lépés | Amtmaður (1816-1948)               | Élt       | Származás          |
| --------------- | ---------------------------------- | --------- | ------------------ |
| 1816            | Emilius Marius Georgius Løbner     | 1766-1849 | ?                  |
| 1825            | Christian Ludvig Tillisch          | 1797-1844 | Schleswig-Holstein |
| 1830            | Frederik Ferdinand Tillisch        | 1801-1889 | Schleswig-Holstein |
| 1837            | Christian Pløyen                   | 1803-1867 | Dánia              |
| 1848            | Carl Emil Dahlerup                 | 1813-1890 | Dánia              |
| 1861            | Peter Holten                       | 1816-1892 | Dánia              |
| 1871            | Hannes Kristján Steingrímur Finsen | 1828-1892 | Izland             |
| 1884            | Lorentz Højer Buchwaldt            | 1841-1933 | Dánia              |
| 1897            | Christian Bærentsen                | 1862-1944 | Feröer             |
| 1911            | Svenning Krag Nielsen Rytter       | 1875-1955 | ?                  |
| 1918            | Victor Stahlsmidt                  | 1884-1920 | ?                  |
| 1920            | Elias Olrik                        | 1885-1975 | ?                  |
| 1929            | Hjalmar Ringberg                   | 1889-1978 | ?                  |
| 1936            | Carl Aage Hilbert                  | 1899-1953 | Dánia              |
| 1945            | Cai A. Vagn-Hansen                 | 1911-1990 | Dánia              |